# (3301) Jansje
(3301) Jansje (1978 CT) – planetoida z pasa głównego asteroid okrążająca Słońce w ciągu 3,34 lat w średniej odległości 2,23 j.a. Została odkryta w Perth Observatory 6 lutego 1978 roku.